# Xavier Watts
Xavier Watts (Minneapolis, 22 novembre 2001) è un giocatore di football americano statunitense che milita nel ruolo di safety per gli Atlanta Falcons della National Football League (NFL).

## Carriera universitaria

### Stagione 2020
Nella stagione 2020 accorciata per la pandemia di COVID-19, Watts disputò due partite con Notre Dame come wide receiver, senza fare registrare alcuna ricezione.

### Stagione 2021
All'inizio della stagione 2021, infortuni nel reparto di linebacker di Notre Dame fece passare Watts dal ruolo di ricevitore alla difesa. Giocò snap nel ruolo di "rover", un misto tra safety e linebacker. Diede il suo primo contributo in difesa contro Virginia Tech, mettendo a segno 3 tackle nella vittoria per 32–29. Giocò anche come strong safety quando Kyle Hamilton si infortunò a un ginocchio. Nel corso di 11 partite fece registrare 15 placcaggi.

### Stagione 2022
Watts iniziò la stagione 2022 come safety di riserva dietro a Brandon Joseph. Nella partita contro Stanford fece registrare un nuovo primato personale di 7 placcaggi. Nella settimana 11 partì per la prima volta come titolare contro Navy totalizzando 8 tackle. Due settimane dopo ne mise a segno 9 contro USC. Chiuse l'annata con 13 presenze, di cui 4 come titolare, con 39 tackle e 4 passaggi deviati.

### Stagione 2023
Nel secondo turno della stagione 2023, Watts fece registrare il suo primo intercetto contro NC State nella vittoria per 45–24. Nella settimana 5 mise a segno un altro importante intercetto nella vittoria contro Duke 21–14. Due settimane dopo intercettò Caleb Williams nella prima serie della partita. Chiuse quella partita con 7 placcaggi, 2 intercetti, un fumble forzato, uno recuperato e un touchdown nella vittoria sui numero 10 del ranking per 48–20. Termini la stagione regolare con 47 placcaggi, 4 passaggi deviati, un fumble forzato e guidò la NCAA con 7 intercetti, venendo premiato con il Bronko Nagurski Trophy. Fu inoltre nominato unanimemente All-American assieme al compagno Joe Alt.

### Stagione 2024
Prima della stagione 2024 Watts fu nominato uno dei capitani dei Fighting Irish. Nella prima partita mise a referto un intercetto nella vittoria su Texas A&M numero 20 del ranking. Contro Louisville numero 15 del ranking ritornò un intercetto per 34 yard e pressò il quarterback avversario nel finale su una situazione di quarto down, consentendo alla sua squadra di vincere per 31–24. Nell'ultima partita della stagione regolare, Christian Gray intercettò il quarterback di USC Jayden Maiava e ritornò il pallone per 99 yard in touchdown, un nuovo primato di Notre Dame. Nel drive successivo, Watts intercettò off Maiava sulla goal line, ritornando il pallone per 100 yard e battendo il record di Gray di pochi istanti prima. Notre Dame vinse 49–35.
Dopo avere perso contro Northern Illinois il 7 settembre, Notre Dame vinse dieci partite consecutive, qualificandosi per i College Football Playoff come testa di serie numero 7, ospitando Indiana nel primo turno. Dopo averla battuta, Notre Dame affrontò Georgia nello Sugar Bowl, di cui Watts fu premiato come miglior giocatore nella vittoria per 23–10. Notre Dame batté poi Penn State nell'Orange Bowl, prima di venire sconfitta in finale di campionato da Ohio State.
Watts fu nominato selezione condivisa All-American dopo essere stato inserito nella prima formazione da quattro selettori su cinque. Il 24 gennaio 2025 annunciò che sarebbe passato tra i professionisti.

## Carriera professionistica

### Atlanta Falcons
Watts fu scelto nel corso del terzo giro (96º assoluto) del Draft NFL 2025 dagli Atlanta Falcons.